# ジョン・バトラー (初代ゴーラン伯爵)
初代ゴーラン伯爵ジョン・バトラー（英語: John Butler, 1st Earl of Gowran、1643年 – 1677年8月）は、アイルランド王国の政治家、貴族。バトラー家出身。

## 生涯
初代オーモンド侯爵ジェームズ・バトラー（後の初代オーモンド公爵）と妻エリザベス（1615年7月25日 – 1684年7月21日、初代デズモンド伯爵リチャード・プレストンと妻エリザベスの間の娘、第2代ディンゴール女卿）の息子として、1643年に生まれた。
アイルランドの乗馬衛兵隊に従軍した。
1662年に兄トマスがオソリー伯爵としてアイルランド貴族院に移籍するに伴い、同年8月20日にダブリン大学選挙区で行われた補欠選挙に出馬して当選した。
1674年1月、アン・チチェスター（Anne Chichester、1697年11月14日没、初代ドニゴール伯爵アーサー・チチェスターの娘）と結婚したが、子供はもうけなかった。
1676年4月13日、アイルランド貴族であるゴールウェイ県におけるアグリム男爵、キルケニー県におけるクロンモア子爵、ゴーラン伯爵に叙された。
1677年8月にパリで死去、爵位は全て廃絶した。